# Lavault-de-Frétoy
Lavault-de-Frétoy ist eine französische Gemeinde mit 69 Einwohnern (Stand: 1. Januar 2022) im Département Nièvre in der Region Bourgogne-Franche-Comté (vor 2016 Burgund). Sie gehört zum Arrondissement Château-Chinon (Ville) und zum Kanton Château-Chinon (bis 2015 Château-Chinon (Ville)). Die Einwohner werden Lavaultiens genannt.

## Geographie
Lavault-de-Frétoy liegt etwa 65 Kilometer ostnordöstlich von Nevers. Umgeben wird Lavault-de-Frétoy von den Nachbargemeinden von Planchez im Norden, Anost im Osten, Arleuf im Süden sowie Corancy im Westen.

## Bevölkerungsentwicklung
| Jahr                       | 1962 | 1968 | 1975 | 1982 | 1990 | 1999 | 2006 | 2011 | 2016 |
| Einwohner                  | 184  | 145  | 104  | 75   | 71   | 79   | 73   | 70   | 63   |
| Quellen: Cassini und INSEE |      |      |      |      |      |      |      |      |      |

## Sehenswürdigkeiten

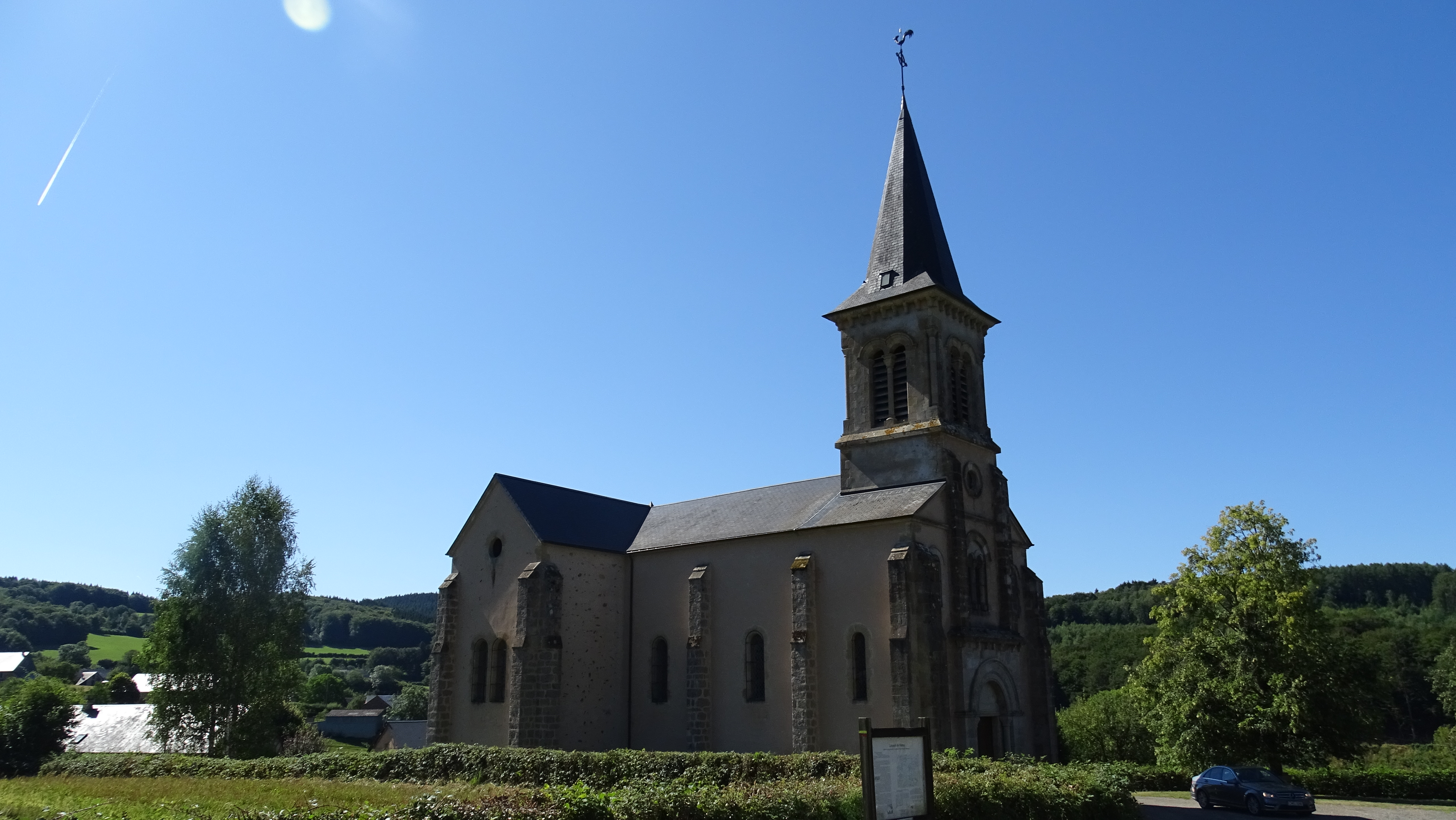
Kirche Saint-Martin

- Stein Pierre du Pas de l’Âne, seit 1999 Monument historique
- Stein Pierre à Culot
- Kirche Saint-Martin aus dem 19. Jahrhundert
- Schloss Montmartin aus dem 19. Jahrhundert, Monument historique